# Uromyrtus emarginata
Uromyrtus emarginata är en myrtenväxtart som först beskrevs av Jean Armand Isidore Pancher och Baker f., och fick sitt nu gällande namn av Karl Ewald Maximilian Burret. Uromyrtus emarginata ingår i släktet Uromyrtus och familjen myrtenväxter.
Artens utbredningsområde är Nya Kaledonien. Inga underarter finns listade i Catalogue of Life.